# Alessio Brogi
Alessio Brogi (San Giovanni Valdarno, 3 gennaio 1966) è un ex calciatore italiano, di ruolo attaccante.

## Carriera
Scoperto dal Cosenza che lo preleva dal Montevarchi, squadra di Serie C2. Con la formazione calabrese, guidata da Bruno Giorgi, esordisce in Serie B il 18 settembre 1988 nella partita Brescia-Cosenza 2-0. Realizza il primo gol tra i cadetti il 23 ottobre 1988 nella gara Cosenza-Reggina 3-1 firmando allo scadere la terza rete dei rossoblù. Dopo aver totalizzato 17 presenze in campionato, inizia la successiva stagione ancora con il Cosenza (sempre in B), allenato da Luigi Simoni, ma dopo aver collezionato una sola presenza viene ceduto ad ottobre all'Arezzo, in Serie C1. In Toscana segna 4 reti in 17 incontri. Nel 1990 torna a calcare i campi della cadetteria vestendo la maglia del Modena. Con i gialloblù mette a segno 5 reti in 29 partite di campionato. Poi nella stagione seguente, dopo aver iniziato ancora con il Modena (9 presenze e un gol), viene acquistato a novembre del 1991 dal Bari allenato da Gaetano Salvemini (poi sostituito da Zbigniew Boniek) con cui debutta in Serie A il 5 gennaio 1992 nella partita Bari-Cagliari 1-0. Con i pugliesi gioca 16 partite nella massima serie senza segnare mai. Prosegue la carriera indossando le maglie di Monza (Serie B e Serie C1) e Spezia (Serie C1).